# Alísios

Os ventos alísios são parte da circulação atmosférica terrestre e sopram das altas pressões subtropicais (crista subtropical) para as baixas pressões equatoriais (zona de convergência intertropical).

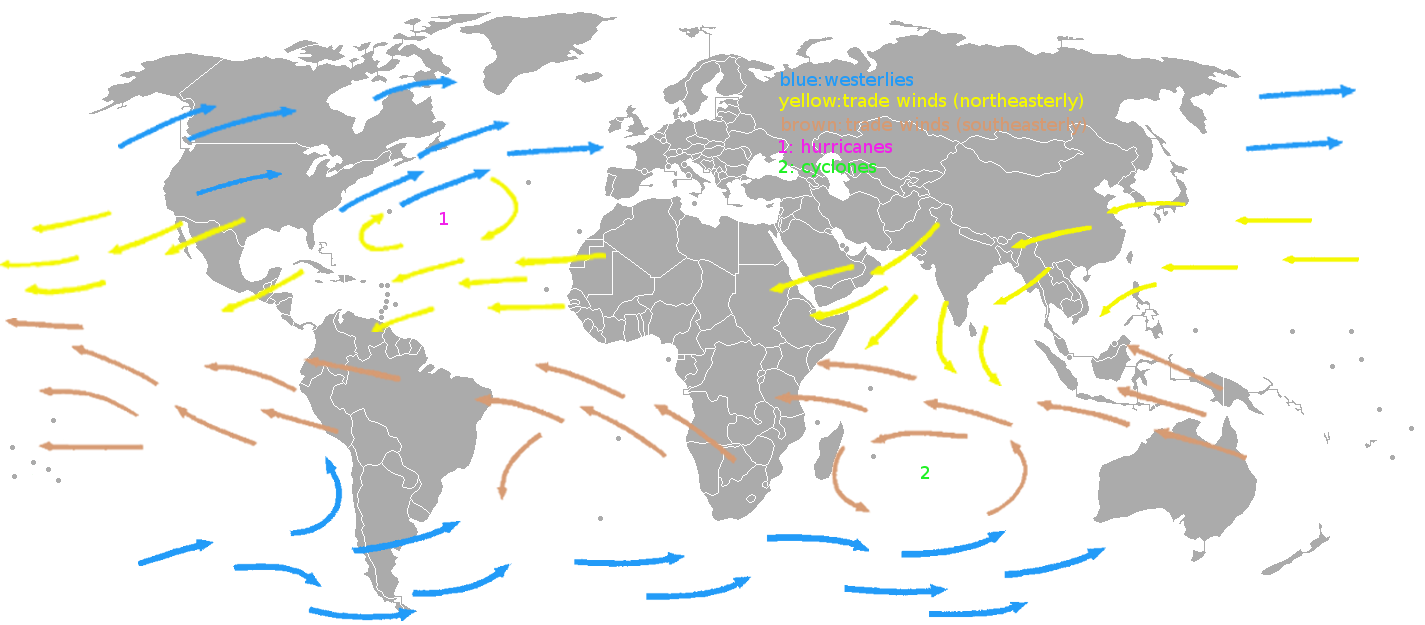
Os contra-alísios (setas azuis) e alísios (setas amarelas e castanhas).

Os alísios, também chamados alíseos, aliseus ou  alisados,  são ventos regulares quanto à direção e constantes em intensidade e que sopram todo o ano, de leste para oeste, das altas pressões subtropicais para as baixas pressões equatoriais da Terra. Fazem parte da célula de Hadley, que é uma das três células de macrocirculação atmosférica e que está situada na faixa intertropical.
Os ventos alísios sopram principalmente de nordeste no Hemisfério Norte e de sudeste, no Hemisfério Sul, fortalecendo-se durante o inverno no respectivo hemisfério, quando a oscilação Ártica está na sua fase quente. Desde a era dos descobrimentos, os ventos alísios têm sido usados pelos navios à vela para cruzar os oceanos, e o seu uso permitiu a expansão colonial europeia nas Américas e as rotas comerciais que se estabeleceram através do Oceano Atlântico e do Oceano Pacífico. Por essa razão, os alísios são chamados, em inglês, trade winds.

## Descrição
Em meteorologia, os ventos alísios atuam como os fluxo de direção na determinação do percurso das tempestades tropicais que se formam sobre os oceanos Atlântico, Pacífico e sul do Índico e atingem terra na América do Norte, Sudeste Asiático e Madagáscar e África Oriental.
É comum a presença de nuvens do tipo cumulus com pouco desenvolvimento nas regimes de ventos alísios, impedidas de se tornarem mais altas pela inversão térmica que resulta daqueles ventos em consequência do ar descendente de dentro da cintura subtropical de altas pressões. Quanto mais fracos os ventos alísios se tornam, mais chuvas podem ser esperadas nas massas de terra vizinhas.
Os ventos alísios também transportam poeira do Sahara, rica em nitratos e fosfatos, para as América Central, nordeste da América do Sul, o Mar das Caraíbas e para partes do sudeste e sudoeste da América do Norte.
A sua influência é mais marcante no clima de regiões costeiras e de baixa latitude, exercendo grande importância na meteorologia insular.
Os ventos regulares que durante o ano sopram regularmente de NE no hemisfério Norte e do SE no do Sul. A partir dos 30º vão diminuindo de intensidade em direção ao Equador até se extinguirem formando ali a zona de calmarias equatoriais.
Os contra-alísios sopram do Equador para os trópicos, em altitudes elevadas. Os contra-alísios são ventos secos e os responsáveis pelas calmarias tropicais secas que geralmente ocorrem ao longo dos trópicos. Os maiores desertos da Terra encontram-se junto a essas zonas atravessadas pelos trópicos. Os ventos contra-alísios ocorrem em duas faixas do globo divididas pela linha do Equador, e se formam pelo aquecimento do ar junto à região equatorial. Estes ventos secos dissipam a cobertura de nuvens, permitindo que mais luz do Sol aqueça o solo. A maioria dos grandes desertos da Terra está em regiões cruzadas por ventos contra-alísios. O maior deserto do nosso planeta (dos desertos quentes), o Saara, no norte da África, que já experimentou temperaturas de 57 °C, é um deserto de ventos contra-alísios.